# Cold Turkey
〈Cold Turkey〉는 1969년 애플 레코드의 플라스틱 오노 밴드에 의해 싱글로 발매된 존 레논이 쓴 곡으로, 영국의 애플 1001과 미국의 애플 1813을 분류한다. 이 곡은 레논이 발표한 두 번째 솔로곡으로 빌보드 핫 100에서 30위 그리고 영국 싱글 차트에서 14위를 차지했다. 이 곡이 음반에 처음 등장한 것은 1969년 9월 13일 레논이 클립보드로 가사를 읽으면서 생중계된 《Live Peace in Toronto 1969》였다.

## 커버 아트
원래의 싱글 커버 아트는 엑스선 이미지에 안경을 낀 레논의 머리를 특징으로 한다. 표지의 양쪽이 아닌 나란히 존과 요코의 엑스레이 사진을 부착한 대체 슬리브가 몇몇 유럽 국가에서 발행되었다. 일본 버전에는 두 가지 색상의 사진이 더 작은 크기로 포함되어 있다.

## 라이브 퍼포먼스
1969년 9월 13일 첫 공식 공연은 존 레논, 오노 요코, 에릭 클랩튼, 클라우스 부어만, 앨런 화이트 등 플라스틱 오노 밴드가 부른 《Live Peace in Toronto 1969》 음반에 녹음되어 발매되었다.

## 참여 인원
- 존 레논 - 리드와 백 보컬, 리드와 리듬 기타
- 에릭 클랩튼 - 리드 기타
- 클라우스 부어만 - 베이스 기타
- 링고 스타 - 드럼